# Titkos életünk
A Titkos életünk (The Secret Life of us) (2001-2005) egy a magyar televíziókban is sugárzott ausztrál drámasorozat, mely a tengerparti külvárosban, St. Kildában játszódik. A sorozatot eredetileg Ausztráliában és az Egyesült Királyságban sugározták a két csatorna beleegyezésével (a Channel 4 a harmadik évadig sugározta, a többit csak az ausztrál tévénézők láthatták), gyártásvezetője a Southern Star. Más országokban is rendszeresen műsorra tűzték a tévécsatornák, mint például Új-Zélandon, Írországban, Kanadában, Hollandiában, Franciaországban és Norvégiában.
A történet egy, a 20-as éveikben és a 30-as éveik elején járó fiatalokból álló baráti társaságról szól, akik egy St. Kilda-i bérházban élnek (a valódi épület, a Beldevare Flats az Espalante-n áll). A sorozat főleg az egymással való kölcsönhatásokat, a baráti kapcsolatokat, a másik iránti vonzalmat, valamint életük és karrierjük alakulását vizsgálja.
Kezdetben a sorozat hatalmas népszerűségnek örvendett Ausztráliában, és hű kultusszal rendelkezett az Egyesült Királyságban is. A műsor szereplőgárdája átalakult: az addigi főszereplők közül néhányan távozni kényszerültek, és új hősöket mutattak be. A harmadik évad attrakciója a különösen magas szereplőborulás, mivel sok eredeti szereplő ebben a periódusban hagyta ott a sorozatot, miközben pótlásuk kudarcba fulladt, és hiányuk kihatott az egész tv-szériára. A negyedik évad csupán két eredeti szereplővel fejeződött be: a bártulajdonos Simon Traderrel (David Tredinnick), és az egyetemi hallgató Kelly Lewissel (Deborah Mailman) – még mindig a hajón, miután a kulcsszereplő, az író Evan (Samuel Johnson) is korábban kiszállt abban az évadban.
2004-ben, a negyedik évad vége után a produkció váratlanul befejeződött. A műsort elutasították, miután a negyedik évad első két része Ausztráliában alacsony nézettséget produkált. A programot nem sugározták többé főműsoridőben, és végül törölték azokat az epizódokat az évadból, amelyek a legalacsonyabb nézettséget hozták.
Ausztráliában mind a négy évad elérhető DVD-n, az első évad két részben az Egyesült Királyságban is hozzáférhető.

## Szereplők
- Claudia Karvan – Dr. Alexandra Jayne Alex Christensen, a szép és intelligens orvosnő, aki a Melbourne-i kórházban dolgozik. Evan és Kelly lakótársa. Karrierje során gyakran előfordul vele, hogy tapasztalatlan társai ballépéseit kell elsimítania. Az első évad legelején viszonyt kezd legjobb barátnője férjével, Jasonnal. Emiatt a pár mindkét tagjával ideiglenesen megromlik a kapcsolata. A boldogságot Dr. Rex Marianni oldalán találja meg, akihez feleségül megy a 3.06. Életminőségek című részben, majd Londonba költöznek. (2001-2003)
- Samuel Johnson – Evan Tobias Wylde, az író, akinek szerelmi élete gyakran izgalmasabb, mint karrierje, és mivel eleinte az írói szakmában sem találja a helyét, rövid látogatást tesz a reklámiparba. Rövid ideig izgalmas kapcsolatot tart fenn Alex-szel, ám el kell utaznia és mire visszaér, Alex érzései már kihűltek. Az igazi boldogságot egykori szerelme, Jemima Taylor hozza el számára – a 4.09. Kövek és kaméleonok című részben hozzáköltözik Fitzroyba. Végül karrierje is révbe ér, két könyvet is sikerül kiadnia. (2001-2005)
- Deborah Mailman – Kelly Lewis, az egyetemi hallgató, aki sok viszontagság után harmadikként költözik Evanhez és Alexhez a St. Kildai bérház földszinti lakásába. Az első részekben még rendes állása sincs, így leendő lakótársai aggódnak, miből fogja kifizetni a lakbért. Ám ez nem marad sokáig így. Először egy párkereső szolgálatnál talál munkát, majd egy ideig Simonnál dolgozik a Fu bárban majd beiratkozik a Melbourne Egyetemre, pszichológia szakra. Sajnos a 3. évad közepén Kelly brutális támadásnak esik áldozatul, amit elég nehezen tud feldolgozni. (2001-2005)
- Spencer McLaren – Richard A. Richie Blake, a színész, aki egy átmulatott, Simonnal töltött éjszaka után rájön, hogy a saját neméhez vonzódik. Ezt követően megpróbál beilleszkedni ebbe a világba, és színészi karrierjét is kézben tartani a tény ellenére, hogy meleg. A szerepekért vívott küzdelem során, a 3. évadban belekeveredik egyik producere, Luciana megkeseredett és kétségbeesett gyermekvállalási próbálkozásaiba. A 3. évad 22. részében egy incidens után elköltözik Simontól. (2001-2003)
- Abi Tucker – Miranda Lang, a színésznő, aki egészen addig együtt él Richievel, amíg ki nem derül, hogy a férfi meleg. Mivel a nagy áttörés várat magára, a 3. évadban egy távkommunikációs cégnél vállal munkát, ahol beleszeret főnöknőjébe, Chloéba. Bár az élete Chloéval boldog, Kelly megverése után mégis úgy dönt, hogy nincs helye ebben a városban. A színészi karrier, de még inkább az új élet reménye miatt Los Angelesbe költözik a 3. évad Ártatlanok című részében, és fájó szívvel vesz búcsút Chloétól. (2001-2003)
- Joel Edgerton – William Will McGill, az ács, aki Mirandával és Richie-vel él együtt a 6-os lakásban. Richie-t általános iskolás kora óta ismeri. Bár régi szerelme iránti érzései sokáig kísértik, előbb-utóbb sikerül úrrá lennie rajtuk, és a boldogság is újra rátalál Miranda unokatestvére, Samantha személyében. Sajnos ez sem tarthat sokáig, mivel a lányt egy veszekedést követően elüti egy autó. Sam belehal sérüléseibe. Will ezt követően teljesen összetörik, és a 2. évad 8. részében elköltözik Melbourne-ből. (2001- 2002)
- Sibylla Budd – Gabrielle Gabe Kovich, a segédjogász, aki egy ügyvédi irodában dolgozik. Az első részekben feleségül megy Jasonhoz, miközben a férfinek viszonya van Gabe legjobb barátnőjével, Alexszel. Gabrielnek ez hatalmas csalódást okoz, ám később mégis hajlandó rendezni kapcsolatát barátnőjével és férjével, mert rádöbben, hogy a történtek ellenére is szerelmes Jasonba. Az igaz szerelem azonban csak sokkal később az orvosgyakornok Patrick személyében talál rá. A páros a 3. évad 22. részében elhagyja Melbourne-t. (2001-2003)
- David Tredinnick – Simon Trader, a meleg bártulajdonos, akit bár gyengéd szálak fűznek Richie-hez, bármikor képes racionálisan gondolkodni és okos tanácsokkal ellátni barátait. Úgy gondolja, az élete elég stabil alapokon nyugszik ahhoz, hogy neki ne kelljen folyton aggodalmaskodnia, mivel volt elég pénze arra, hogy kinyissa saját szórakozó helyét, a Fu bárt. A harmadik évadban a hely újjáépítésére is sor kerül.Simon élete nagy baklövésének tekinti azt az időszakot, amikor majdnem feleségül vett egy Fiona nevű nőt. Az esküvőre végül személyes okok miatt nem került sor. (2001-2005)
- Damian de Montemas – Jason Kennedy, az ügyvéd aki gyakran bonyolódik egyéjszakás kalandokba, aminek egy ízben viselnie is kell a következményeit: egy korábbi partnerének, Caitlinnek ugyanis gyermeke születik tőle. Bár Jason vállalja hogy gondoskodik fiáról, Caitlin mégis úgy dönt magával viszi Angust és a továbbiakban újdonsült férjével, Tobiassal nevelik tovább. Jasont nagyon megviseli az esemény és visszaköltözik Sydney-be, ahol a jogi központban vállal munkát. (2001- 2002)
- Michael Dorman – Christian Edwars, a kertész, akiről kiderül, hogy epilepsziás rohamokkal küszködik. Mirandáékhoz költözik a 6-os lakásba, miután Will elhagyja az albérletet. A második évad végén rövid románcba bonyolódik Alex-szel, ám úgy gondolja, a lány a rohamai miatt nem akarja őt, ezért a 2.22-ben közös döntés alapján lezárják a kapcsolatot. Ezután világkörüli útjáról éppen visszatért régi barátjával, George-dzal kezd viszonyt, akit azonban nem sokkal később Evan oldalán lát, ezért vele is szakít. George-t Talia követi a sorban, akinek állandó nézeteltérései vannak a fiú lakótársával Chloéval, és legjobb barátjával, Stu-val, így Christian ebből a kapcsolatból is kilép. A negyedik évad közepe felé ő is elhagyja Melbourne-t. (2002-2005)
- Dan Spielman – Patrick Csöndi Wilson, az orvosgyakornok, aki Gabriellehez költözik az emeleti lakásba. Hamarosan jóbarátokká válnak, sőt egymásba is szeretnek, annak ellenére, hogy Gabrielle eredetileg nem akart férfilakótársat. Csöndi a városi kórházban dolgozik, mint gyakornok. Karrierjét sajnálatos tragédia árnyékolja be, hiszen egy Fergus nevű kisfiú szinte karjaiban hal meg, és ezt nagyon nehezen viseli, ám Gabe segít neki feldolgozni a történteket. A 3. évad 22. részében elköltöznek Melbourne-ből. (2003)
- Nina Liu – Chloé Ling, aki egy távkommunikációs cégnél dolgozik. Miután Miranda is ott vállal munkát, a két nő hamarosan egymásba szeret, és összeköltöznek. Chloé kezdetben nem nagyon érteti meg magát Evan-nel, de egy sztriptízbárban lefolytatott beszélgetés közelebb hozza őket egymáshoz. Nagyon szereti Mirandát, épp ezért fájó szívvel vesz tőle búcsút, mikor az Los Angeles-be költözik. Christiannal jó barátokká válnak, ám a fiú új barátnőjével, Talia-val nemigen értik meg egymást. A 3. évad utolsó részeiben válaszút elé állítja Christiant, mondván: ő vagy Talia. Erre Christian elmondja neki, hogy jó vele lakni, viszont Taliát szereti, így őt választja. Chloé beletörődik a döntésbe, és a 3. évad utolsó részében elhagyja Melbourne-t. (2003)
- Gigi Edgley – George Geddes, a művész, aki éppen világkörüli útjáról tért vissza Melbourne-be, hogy meglátogassa régi barátját, Christiant. Itt tartózkodása alatt újra fellángolnak közöttük az érzelmek, és mint a barátnőjét, Christian bemutatja George-t a társaságnak. Ám Evan szinte azonnal beleszeret a lányba és George-nak is hasonlóak az érzelmei, így Christian nem tud mit tenni: hagyja, hogy volt barátnője ezentúl Evan-nel éljen. Vele kezdetben felhőtlen boldogsága, ám hamar rájön, Evan nem igazán tudja értékelni szerelmét, ezért úgy dönt, visszaköltözik Sydney-be. (2003)
- Brooke Harmon – Brianna Bree Sanzaro, a fodrászlány, aki egy szépségszalonban dolgozik. Ő költözik be Evanhez és Kellyhez, miután George elhagyta a lakást. Míg Evan eleinte nem nagyon érti Breet – szerinte már a legelején sokat árul el magáról, és nem fér a fejébe, hogy bízhat ennyire valaki idegenekben – addig Kellynek szinte azonnal szimpatikus a vidám, csacska lány. Bree közvetlenségével a bérház többi lakójára is nagy hatással van, főleg Stu lusta, link lakótársára, Zelkora, akivel egy ideig egy párt alkotnak. (2004-2005)
- Nicholas Coghlan – Adam Beckwith egy igazi nőcsábász, aki befektetési tanácsadóként dolgozik az egyik ausztrál mamutcégnél. Húgával, Lucy-val, annak barátnőjével, Nikkivel osztja meg az emeleti lakást, miután Patrick és Gabrielle hátrahagyták azt. Kapcsolata Nikkivel csak a szexen alapul, holott a nő őszintén szerelmes belé. Futó kapcsolatai már az évad legelején is akadnak, ám végül ráébred Nikki iránti érzéseire és őt választja. (2004-2005)
- Alexandra Schepisi – Lucy Beckwith, a tanárnő, aki kémiát és biológiát tanít a helyi középiskolában. Londonból költözött Melbourne-be, ahol várja, hogy angol állampolgárságú barátja, Piers végre elvegye feleségül. Amíg várakozik, szenvedélyes kalandba bonyolódik Stu-val. Van egy vörös macskája, Orlando, akit mind bátyja, mind barátnője, de még az alattuk lakók is nehezen viselnek el. Orlando-t sajnos tragikus baleset éri: Evan véletlenül elgázolja. Lucy emiatt eleinte neheztel a földszinti lakás lakóira, de hamarosan belátja, Kelly-nek mekkora bűntudata van, kibékül velük. (2004-2005)
- Stephen Curry – Stuart Stu Woodcock, aki egy videotékában dolgozik. Az évad elején még párkapcsolatban él Karennel, ám rövidesen megtudja hogy a nőnek viszonya van egy másik férfival, ezért szakítanak. Arra azonban nem számít, hogy Karen közös emlékeikkel együtt magával viszi kutyáját, Buddhát is. És ha mindez még nem lenne elég, az is tudomására jut, hogy felesége Christiannal is megcsalta. Ezután a hatalmas csalódás után Stu egy Grace nevű lánynál keres és talál vigaszt, de Grace rövidesen bevallja neki, hogy az ő szíve is foglalt. Majd Lucy oldalán izgalmas és szenvedélyes kaland vár rá, miközben rég látott ismerőse, Zelko hozzáköltözik. (2004-2005)
- Anna Torv – Nicole Anne Nikki Martel egy telefonközpontban dolgozik, miközben barátnőjével, Lucyval és annak bátyjával él a St. Kildai bérház emeleti albérletében. Titokban őszintén szerelmes Adamba, kapcsolatuk azonban csakis a szexen alapul, ami nagyon fáj Nikki-nek. Ám a későbbiekben ez változni fog. (2004-2005)
- Sullivan Stappelton – Justin Davies egyetemi hallgató, ugyanott, ahol Kelly, és mellesleg bekerült az egyetem focicsapatába is. Kelly-vel egy ízben meg kell küzdenie az egyetemi diákbizottság elnöki posztjáért a 3.18. Csak a bátrak vagy az ostobák című részben. A negyedik évad 10. részében hozzájuk költözik. A lánnyal rövid kalandba bocsátkozik, miután focista barátja, Cory elhagyta őt. (2004-2005)
- Ryan Johnson – Zelko Milanovic azután költözik Stu-hoz, hogy Christian elhagyja a lakást. Stu-nak gondot okoz hogy ott van, mivel nincs munkája, és még a lakbért sem hajlandó kifizetni. Szinte azonnal beleszeret Bree-be és ez kölcsönös. (2004-2005)

### Visszatérő vendégszereplők
- Todd McDonald mint Nathan Lieberman az első évad 8., Ki vagyok én című részében tűnik fel, a későbbiekben Kelly barátja. A lány a társkereső szolgálatnál találkozik vele, és hamarosan bele is szeret, próbálja összehozni más emberekkel és szívén viseli a sorsát, ám végül ő maga fog vele randevúzni. Később még sok gondot okoz a kapcsolatukban, hogy Nathan zsidó. A kapcsolat a 2.21. részben egy hatalmas veszekedéssel zárul. A színész utoljára a sorozat 3. évadjának 4., Ilyenek vagyunk című részében jelenik meg. A történet szerint ekkorra már egy Rachel nevű lánnyal jár jegyben.
- Vince Colosimo mint Anthony Rex Marianni, altatóorvos a 2. évad közepétől szerepel a sorozatban. Már ekkor viszonyt kezd Alex-szel, ám kapcsolatuk megromlik, olyannyira, hogy Rex el is tűnik egy időre, és csak az évad 22. részében bukkan fel ismét. Szerencsére sikerül rendezniük soraikat, majd összeházasodnak és a 3. évad Életminőségek című részében Londonba költöznek. Vince ezután az évad utolsó 2 részében is feltűnik, ekkor már a gyerek-kérdés is szóba kerül Rex és Alex között, majd ezt követően mindketten elhagyják a várost, és ezzel együtt a sorozatot.
- Rhys Muldoon mint Frank Goodman egyetemi tanár a 3. évad 1. részében tűnik fel először. A Melbourne University-n tanít, éppen ott, ahol Kelly pszichológiát hallgat. Szinte mindenben segíti Kelly-t, és a 4. évadban rövid szerelmi kalandba is bocsátkozik a lánnyal. Utoljára a 4. évad 12. részében tűnik fel.
- Diana Glenn mint Jemima Taylor újságíró a 2. évad 13. részében tűnik fel először. Azért jött a városba hogy interjút készítsen Evan-nel az új könyvével kapcsolatban. Eleinte ki nem állhatja a fiút, ám hamarosan egymásba szeretnek. Evan hibájából mégis véget ér a kapcsolat az Édes Bosszú című epizódban. Ezután Jemima elhagyja Melbourne-t, ám a 3. évad 21. részétől újra visszatér a sorozatba. Evan ekkor döbben rá hogy mennyire hiányzott neki eddig a lány. Így a 4. évad duplarészében megkísérli visszahódítani régi szerelmét. Ez szerencsére sikerül, hiszen Jemima csak erre várt. A 4. évad Kövek és Kaméleonok című epizódjában Evannel Fitzroyba költözik, ekkor látjuk őt utoljára.
- Jacek Koman mint Dominic ügyvéd a 2. évad 12. részében jelenik meg először. Ő Gabrielle-lel kerül közelebbi kapcsolatba, annak ellenére, hogy nős és két gyermeke van. Ezt felesége, Francesca és gyermekei, Jacob és Janet sem hagyhatják szó nélkül – az asszony elhatározza, küzdeni fog férjéért. Gabrielle-nek ez a kapcsolat már csak ezért is sok fájdalmat okoz, ezért szakít Dominiccal, miután a férfi Francesca többszöri figyelmeztetésére végre döntött és a családját választotta.
- Elena Mandalis mint Sarea rendőrnő az 1. évad 1. részétől szereplője a sorozatnak. Jasonnal alkalmi kapcsolatot tart fenn, de ennek egyáltalán nem örül, mivel többet szeretne tőle, mint a puszta szex. Az 1. évad 14. része szerint elköltözik a városból, így hosszabb ideig nem találkozunk vele a képernyőn.
- Alice Garner mint Caitlin ügyvédnő az 1. és 2. évad részeiben is feltűnik. Ügyvédként dolgozik Jason oldalán, akit még Sydney-ben ismert meg, és akitől teherbe esik, majd útjaik elválnak és egy ideig a férfi vigyáz Angusra. A 2. évad utolsó részében már Tobiassal, új partnerével tűnik fel, és úgy dönt inkább vele szeretné felnevelni a kisfiút. Ezek után villámgyorsan eltűnik Jason életéből és a sorozatból.
- Jess Gower mint Samantha Conradaz első évad elejétől, a 3. Hihetetlen igazság című részétől látható a sorozatban. Miranda unokatestvére, jelenléte arra készteti Willt, hogy leszámoljon régi szerelméhez fűződő érzéseivel. Egy darabig igazán boldogok egymással, ám kapcsolatukat hamarosan viták rondítják el. Az egyik ilyen veszekedést követően új randevút beszélnek meg Will-lel, ám a fiúnak fontosabb dolga akad: új autógumikra vágyik, és meg is veszi őket, így elkésik, Sam pedig elrohan és elüti egy kék Ford. Nem sokkal a kórházbaszállítás után életét veszti, így az első évad 18., A halandóság jelei című epizódjában látjuk utoljára. Willt teljesen összetöri a halála, és önmagát hibáztatja szerelme haláláért
- Tempany Deckert Andrena-ként egy időre Evan szívét ejti rabul az első évad duplarészében. Szerelmük sajnos nagyon rövid életű. Evannél akkor telik be a pohár, mikor hazaérve azt látja, Andrena teljesen átrendezte a szobáját, mivel ekkor úgy érzi a lány beleavatkozott az életébe. Kettejük szakítása után nem látjuk többé Tempany-t a sorozatban.
- Catherine McClements a sorozat Carmen-jeként Evannel alakít ki kapcsolatot. Elvált, két gyermeke van. Evan nagyon szereti őt és gyermekeivel is nagyon jól kijön, ám az asszony egy idő után úgy dönt, nem kívánja vállalni kapcsolatát az íróval, így szakítanak és visszatér volt férjéhez, David-hez. A színésznő különleges vendégszereplőként még egyszer megjelenik 2. évad 18. részében.
- Pia Miranda, Christian Talia-ja a 3. évad 3. részében lép be a sorozatba. Christian őszintén beavatja őt betegsége minden részletébe, és a lány ennek megfelelően próbál vigyázni párjára, ezt Christian mégis nehezményezi. Ám kapcsolatuk valószínűleg nem ezért ért véget, hanem Talia Stu iránti ellenszenve tette tönkre.
- Tasma Walton, Leah, Will egy korábbi szerelme. Iránta érzett szerelme egészen sokáig kísérti Willt, mígnem találkoznak. A lány bevallja, hogy van barátja és Will lassan kiábrándul belőle.
- Damien Richardson, Ken Looklike a 3. évad 11. részében tűnik fel. Evan régi ismerőse New York-ból, épp ezért örömmel befogadja Kent Kelly-vel közös albérletében, aminek viszont a lány nem nagyon örül. Ken nagyon hamar kezdi otthon érezni magát, és folyamatosan megszegi azokat a szabályokat, melyek függvényében egyáltalán ott lakhatna. Viselkedése mindennek ellentmond, amit a lány valaha is megszokott, illetve el tudna viselni. Kelly-t ez őszintén zavarja, ám ez ellen nem tehet semmit, sőt egy ízben a férfi áldozatává is válik. Ken brutálisan megveri őt. Szerepe szerint ezután eltűnik, mivel körözi a rendőrség.
- Damian Walshe-Howling, Mac az 1. évad közepén tűnik fel, egy rockegyüttes gitárosa. Gabriel alkalmi kalandként tekint rá, azért van vele, hogy enyhíteni tudja Jason hűtlensége miatti fájdalmát. Ez természetesen Jason-nek is szemet szúr, sőt Mac viselkedése hamarosan Gabrielle-t is riasztja, így a nő úgy dönt, ad még egy esélyt férjének és kilép a kapcsolatból.

## 1. évad (2001)
1.01. Pilot 1. (Titkos életünk part 1.)

1.02. Pilot 2. (Titkos életünk part 2.)

1.03. A hihetetlen igazság (The Unbelivable Truth)

1.04. Gethsemane kertje (The garden of Gethsemane)

1.05. A szabályok (The Rules)

1.06. Várd a váratlant (Expect the unexpected)

1.07. A nem járható út (The road not taken)

1.08. Ki vagyok én? (What am I?)

1.09. Titkos életünk (The Secret life of us)

1.10. The State of limbo

1.11. A szerelem fáj (Love Sucks)

1.12. Veszekedés (Fallout)

1.13. Titkok és hazugságok (Secrets and Lies)

1.14. Better the devil you know

1.15. A csapda (The gap)

1.16. A pillangó-effektus (The Butterfly Effect)

1.17. Te vagy a hunyó (Piggy In The Middle)

1.18. A halandóság jelei (Imitations of Morality)

1.19. Egy igaz barát (A Friend Indeed)

1.20. A helyes út (Men On The Verge)

1.21. A küszöb (Doorway)

1.22. Most vagy soha (Now or Never)

## 2. évad (2002)
2.01. Új világrend (The New World Order)

2.02. Szabad akarat (Free Will)